# Hoplia corporaali
Hoplia corporaali är en skalbaggsart som beskrevs av Moser 1924. Hoplia corporaali ingår i släktet Hoplia och familjen Melolonthidae. Inga underarter finns listade i Catalogue of Life.